# 米德韋 (印地安納州富蘭克林縣)
米德韋（英語：Midway）是位於美國印地安納州富蘭克林縣的一個非建制地區。該地的面積和人口皆未知。